# Saskatchewan Highway 120
Highway 120 je provinční silnice v kanadské provincii Saskatchewan. Vede od silnice Highway 55 k silnici Highway 920 provinčním parkem Narrow Hills Provincial Park. Silnice Highway 120 je asi 97 km (60 mil) dlouhá.
Highway 120 kříží silnice Highway 791, Highway 926, Highway 265, Highway 913, Highway 928, Highway 106 a Highway 920. Prochází také malou částí provinčního parku Candle Lake Provincial Park.